# بلوخر زمرة ذئبية
بلوخر هي زمرة ذئبية تابعة لسلاح الغواصات في البحرية الألمانية التي كانت تعمل خلال الحرب العالمية الثانية وشاركت في معركة الأطلسي بين 14-28 أغسطس عام 1942. هاجمت قوافل فريتاون، سيراليون إلى قوافل ليفربول أس ال-118 و أس ال-119 ، 41,984 ست سفن ليصبح المجموع 41,984، واعطبت واحدة ( 10,552). سميت المجموعة باسم جيبهارد ليبيريتشت فون بلوخر (1742-1819)، وهو فيلد مارشال بروسي في الحروب النابليونية.

## الغواصات والقادة والتواريخ
- يو-333 ، بيتر إريك كريمر، [2] 14-18 أغسطس
- يو-653 ، جيرهارد فيلير، [3] 14-18 أغسطس
- يو-590 ، Heinrich Müller-Edzards، [4] 14-20 أغسطس
- يو-214 ، غونتر ريدر، [5] 14-28 أغسطس
- يو-406 ، هورست ديتيريتش، [6] 14-28 أغسطس
- يو-566 ، جيرهارد ريموس، [7] 14-28 أغسطس
- يو-594 ، فريدريش موم، [8] 14-28 أغسطس
- يو-107 ، هارالد جيلهاوس، [9] 23-28 أغسطس